# Supercopa Turca de Voleibol Masculino de 2019
A Supercopa Turca de Voleibol Masculino  de 2019 foi a décima edição desta competição organizada pela  FTV. Participaram do torneio duas equipes, os campeões da Liga A Turca e da Copa da Turquia.

## Sistema de disputa
O Campeonato foi disputado em um jogo único.

## Equipes participantes
Equipes que disputaram a Supercopa de Voleibol de 2019:

### Masculino
| Equipe         | Cidade   | Qualificação                                                 | Última participação |
| -------------- | -------- | ------------------------------------------------------------ | ------------------- |
| Fenerbahçe SK  | Istambul | Campeão da Liga A Turca 2018–19 e da Copa da Turquia 2018–19 | 2017 (Vice-campeão) |
| Galatasaray SK | Istambul | Vice-campeão da Copa da Turquia 2018–19                      | 2012 (Vice-campeão) |

## Resultado
| 23 de outubro de 2019 19:00 RelatórioAQ | Fenerbahçe SK | 2 — 3                         | Galatasaray SK | TVF Başkent Voleybol Salonu, Ankara Público: 5 000 Árbitro(s): TUR Erdal Akıncı TUR Ayşim Erginay |
| 23 de outubro de 2019 19:00 RelatórioAQ | 23 25 23 6    | Set 1 Set 2 Set 3 Set 4 Set 5 | 25 16 22 25 15 | TVF Başkent Voleybol Salonu, Ankara Público: 5 000 Árbitro(s): TUR Erdal Akıncı TUR Ayşim Erginay |

## Premiações
| Supercopa Masculina de 2019        |
| Turquia                            |
| ---------------------------------- |
| Galatasaray SK Campeão (1º título) |